# Ekhymosis
Ekhymosis war eine kolumbianische Rock- und Metal-Band. Sie wurde 1988 in der Stadt Medellín gegründet. Mitglieder waren Juan Esteban Aristizábal, heute besser bekannt als „Juanes“, Fernando Tobón, der heute noch in Juanes' Band spielt, Andrés García und José David Lopera.
2012 führte der Bassist Andrés Garcia die Band in ansonsten vollkommen neuer Besetzung wieder zusammen. Die Band will ihren Fokus nun wieder an den härteren Stil der frühen Alben legen.

## Diskografie
- Ekhymosis (1988)
- De rodillas (1991)
- Niño Gigante (1993)
- Ciudad Pacífico (1994)
- Amor Bilingüe (1995)
- Ekhymosis Unplugged (1996)
- Ekhymosis (1997)